# 弗朗茨·富克斯贝格尔
弗朗茨·富克斯贝格尔（德語：Franz Fuchsberger，1910年9月28日—1992年），奥地利男子足球运动员，司职前锋。他曾代表奥地利国奥队参加1936年夏季奥林匹克运动会足球比赛，获得一枚银牌。